# Vittorino (telenovela)
Vittorino (Cuando quiero llorar no lloro) è una telenovela colombiana del 1991. La serie è stata girata tra gli anni 1990 e 1991. Il tema principale sono le ingiustizie tra le varie classi sociali. In patria, nonostante il grande successo di pubblico, la serie è stata interrotta dopo la 18ª puntata a causa della violenza eccessiva di alcune scene e per il fatto che descriveva un contesto, come quello colombiano degli anni settanta e ottanta, troppo realistico e quindi a tratti scabroso o imbarazzante per il governo.

## Premi
Ha vinto 3 premi
- Migliore serie/telenovela rivelazione - Premio della Tv
- Migliore scenografia e ambientazione - Premio India Catalina
- Migliore direzione - Premio Simon Bolivar